# 托马斯·图
托馬斯·圖（英語：Thomas Tew，？—1695年）是17世纪的英國私掠船长，出身於羅德島，於1692年入股经营70吨的友谊号快帆船，成武装民运船的船长；並透過賄賂官員取得襲擊法國港口的私掠許可證，但一出海托馬斯便打定主意違背委任狀的約定，拉攏船員沿达伽马的航線往印度洋前進，因此他也被稱作海盗中的达伽马。
托馬斯·圖在紅海劫持一艘莫卧兒帝國的寶船，制服了船上300名印度士兵，獲得船上的許多財寶，隨後更貪婪地沿着阿拉伯和印度的海岸線展开长达22000海里的疯狂劫掠，甚至绑架土邦邦主，勒索大批象牙與印度出產的香料，1694年4月在滿載而歸回希臘，單是船上的見習水手都能分到1200英鎊的厚利，使托馬斯·圖一躍為希臘的知名人物。
托馬斯·圖的成功讓同時期的海盜發覺東方的海岸線更有利可圖，使原本壟斷與東方貿易的英國、荷蘭、法國所轄東印度公司跟印度的莫卧兒帝國成為海盜眼中的肥羊展開掠奪攻擊，改變了世界海盜的發展版圖。
而托馬斯·圖也未因一次成功便放棄海盜事業，很快便在於1694年11月再度航向印度洋，但在翌1695年9月時，托馬斯·圖就在紅海上跟一艘印度船發生戰鬥時，遭到對方亂槍打死。